# Využití statistických metod v marketingu

## Úvod
Marketing je jednou z nejdůležitějších klíčových aktivit determinujících úspěch podniku. Shromažďuje mnoho dat, která jsou následně analyzována a výsledky těchto analýz slouží ke tvorbě strategie podniku, aby byl schopnější obstát v konkurenčním boji. Tento článek by měl odpovědět na to, jakým způsobem lze šetřit výsledky marketingových průzkumů, aby dávaly vypovídající hodnotu. Nejprve se seznámíme s důležitými termíny, které budou užívány při popisu demonstrovaných statistických metod v marketingu. Následně by měly být rozebrány důležité metody užívané v marketingových výzkumech včetně jejich výpočtu. Čtenář by po přečtení tohoto článku měl mít přehled o tom, jaké statistické metody jsou v marketingu praktikovány a která z těchto metod je vhodná k užití v dané situaci.

## Statistická terminologie

### Statistická jednotka
Jedná se o objekt našeho zkoumání, pozorování a to ze tří různých pohledů:
věcně, časově a prostorově (učitel vysoké školy-v roce 1996-VUT Brno). “všechny jednotky, odpovídající danému vymezení tvoří základní statistický soubor”

### Náhodný výběrový statistický soubor
slouží k měření a zpracovávání dat, vzniká na základě předpokladu, že každý prvek, náležící do základního souboru, má stejnou pravděpodobnost pro zařazení do základního výběrového souboru. Tímto je zajištěna objektivita základního souboru.

### Data
Jedná se o měřené či pozorované vlastnosti jednotek, navázané statistické znaky. Statistické znaky se dělí do dvou kategorií. Kvantitativní a kvalitativní statistické znaky. Kvantitativní znaky jsou charakteristické svojí měřitelností a jejich hodnota se dá číselně vyjádřit (výška, věk, počet obyvatel a další). Kvalitativní znaky není možno vyjádřit číselnou hodnotou, je nutná jejich slovní definice (barva očí, pohlaví, národnost atd.)

### Základní statistické charakteristiky
udávají informace o vlastnostech zkoumaného znaku
- Aritmetický průměr
- Rozptyl
- Směrodatná odchylka
- Variační koeficient

### Vícerozměrná veličina
Obsahuje dva a více sledovaných znaků na statistické jednotce. Touto problematikou se zabývá shluková analýza, diskriminační analýza, faktorová analýza.

### Regresní analýza
“zkoumá průběh a těsnost závislostí mezi kvantitativními znaky.”

### Data mining
Data mining je disciplína zabývající se vytěžením velkých souborů dat pro rozhodování v nejrůznějších oblastech. Využití nachází v marketingu či zahraničních obchodních strategiích. V rámci České republiky kvalitním zdrojem informací je Český statistický úřad.

## Marketingový výzkum
Předmětem marketingového výzkumu je poskytnutí pravdivých a věcných informací, jež slouží manažerům k přijímání co nejlepších rozhodnutí. Dále se používá jako nástroj rozpoznávání marketingových problémů či marketingových příležitostí, čímž umožňuje správnou a včasnou reakci na ně. Používá se pro získávání a rozšiřování poznatků o konkurenci, zákaznících a spotřebitelích. Cílem je uspokojování potřeb zákazníků a zajištění rozvoje firmy.

## Význam statistických metod
Základní nástroj marketingového výzkumu tvoří statistické metody. Nejrozšířenější jsou metody určené pro tvorbu výběrových souborů, metody analýzy získaných dat. Bez dobrého výběrového souboru a vhodných metod měření nelze zajistit patřičná data, bez potřebných dat není možné vytvořit kompletní analýzu dat. Nekompletní analýza se pak velmi často negativně podepisuje na kvalitě celého projektu.
- Primární data – získaná primárně pro potřeby našeho problému z výzkumů, anket, dotazníků.
- Sekundární data – původně získaná za jiným účelem, ale použitelná pro řešení našeho problému.

## Výhody a omezení statistických metod
marketing využívá ve svém výzkumu statistické metody k zobecňování výsledků, které vedou k vytváření závěrů pro využití v praxi. Velký důraz je kladen na získání důvěryhodných dat, která nejlépe definují řešení zkoumaného problému. Důležitou roli při zjišťování dat hraje aktuálnost používaných dat. Pouhá znalost statistických metod pro analýzu dat a odvození doporučení a závěrů výzkumu není dostatečná. Je nezbytné disponovat adekvátními znalostmi a věcnými souvislostmi zkoumané problematiky.
| Získané informace                                           | Metody a jejich skupiny               |
| ----------------------------------------------------------- | ------------------------------------- |
| Popis vlastností dat                                        | Základní statistické charakteristiky  |
| Zobecnění vlastností dat                                    | Teorie statistického odhadu           |
| Ověření hypotéz o vlastnostech dat                          | Testování statistických hypotéz       |
| Hodnocení závislosti mezi kvantitativními znaky             | Regresní a korelační analýza          |
| Hodnocení mezi kvalitativními znaky                         | Analýza četností kontingenční tabulky |
| Hodnocení vývoje a kolísání v časových řadách               | Trendový vývoj                        |
| Komplexní posouzení vlastností dat a statistických jednotek | Metody vícerozměrné statistiky        |

## Bodové a intervalové odhady parametrů základního souboru
Hlavním úkolem zkoumání za využití statistických metod je odhadovat parametry, případně charakteristiky základního souboru. Je možné tyto odhady provádět jediným číslem (bodový odhad), nebo intervalem (intervalový odhad), ve kterém se bude hodnota s předem stanovenou pravděpodobností nalézat. Tyto jednotlivé odhady jsou prováděny za pomoci využití výběrových charakteristik.
Následujícím úkolem je pomocí využití náhodného výběru posoudit předpoklady o vlastnostech základního souboru. Jako vlastnosti základního souboru, které můžeme zjišťovat je například průměrná výška mužské populace, případně rozdělení bodů získaných z testů žáky. Takovému porovnávání se říká testování statistických hypotéz.

### Bodový odhad
Pro výpočet bodového odhadu je třeba zjistit střední hodnotu náhodné veličiny (E(x)) ze základního souboru a její rozptyl.
{\displaystyle E_{x}={\frac {\sum _{k=1}^{n}X_{k}}{n}}=\mu }
{\displaystyle D_{x}=E(X-\mu )^{2}}
Potom výpočet střední hodnoty je roven výběrových průměrů
{\displaystyle D_{\bar {x}}=E({\frac {\sum _{i=1}^{n}X_{i}}{n}})={\frac {1}{n}}*\sum _{n=1}^{n}E_{x}={\frac {1}{n}}*n*\mu }
Z posledního vzorce je zřejmé, že střední hodnota výběrových průměrů je zároveň rovna střední hodnotě základního souboru. Nezáleží však na tom, zda jde o výběr s opakováním, nebo bez opakování. Výběrový průměr (x nahoře čárka) tudíž zastupuje nevychýlený odhad střední hodnoty tohoto základního souboru. Bodový odhad střední hodnoty základního souboru zastupuje výběrový průměr, což je střední hodnota z náhodného výběru. (mí ze stříškou = x s čarou nahoře).
Rozptyl a směrodatná chyba z výběrových průměrů
Velikost chyby z bodového odhadu je měřena pomocí směrodatné chyby odhadu. Je nutné rozlišovat na rozdíl od odhadování střední hodnoty, jestli se jedná o výběr bez opakování, nebo s opakováním.

### Intervalové odhady
Za pomoci bodového odhadu si můžeme představit pravděpodobnou hodnotu parametru základního souboru. Bodový odhad však sám o sobě je náhodnou veličinou, která je zatížena konkrétní chybou (směrodatná chyba odhadu). Bude-li provedeno několik sérií měření (pokusů) na sobě nezávislých z určitého znaku jevu, který je zkoumán (například spotřeba paliva, životnost žárovek, poruchovost procesu), budou bodové odhady parametrů v základním souboru od sebe navzájem odlišné. Je však možné určit interval, v jehož prostoru se budou vyskytovat za zvolené pravděpodobnosti.

## Použitá literatura
- BRABENEC, Vladimír a ŠAŘECOVÁ, Pavla. Statistické metody v marketingu a obchodu: vybrané přednášky a příklady. Vyd. 1. Praha: Credit, 2001, 130 s. ISBN 80-213-0747-1.
- KAŇOK, Miloš. Statistické metody v marketingu. Vyd. 1. Praha: Český institut pro marketing – CIMA, 2001, 199 s. ISBN 80-238-7162-5.
- RAMÍK, Jaroslav. Statistické metody v marketingu. 1. vyd. Ostrava: VŠB – Technická univerzita Ostrava, Regionální centrum celoživotního vzdělávání, 2003, 40 s. ISBN 80-248-0333-X.